# Czerniewo (województwo mazowieckie)
Czerniewo – wieś sołecka w Polsce położona w województwie mazowieckim, w powiecie płockim, w gminie Radzanowo. Leży nad Mołtawą, prawym dopływem Wisły.
| SIMC    | Nazwa   | Rodzaj    |
| ------- | ------- | --------- |
| 0573569 | Majdany | część wsi |

Wieś duchowna, własność prebendalna płockiej kapituły katedralnej w 1542 roku, położona była w drugiej połowie XVI wieku w powiecie płockim  województwa płockiego. W latach 1975–1998 miejscowość administracyjnie należała do województwa płockiego.
W Czerniewie urodził się Ludomir Dramiński.